# 2018年亞洲運動會游泳比賽
2018年亞洲運動會游泳比賽於8月19日至24日在印尼雅加達GBK水上運動中心舉行。本届比赛新设男子800米自由泳、女子1500米自由泳和男女混合4×100米混合泳接力三个小项，总项目数达到41个。

## 獎牌得主

### 男子
| 項目                | 金牌                                                                                            | 金牌       | 银牌 | 银牌     | 铜牌                                                                           | 铜牌     |
| 50公尺自由式        | 余賀新 · 中国（CHN）                                                                            | 22.11      | 中村克 · 日本（JPN）                                                                                          | 22.20    | 中尾駿一 · 日本（JPN）                                                         | 22.46    |
| 100公尺自由式       | 鹽浦慎理 · 日本（JPN）                                                                          | 48.71      | 中村克 · 日本（JPN）                                                                                          | 48.72    | 余賀新 · 中国（CHN）                                                           | 48.88    |
| 200公尺自由式       | 孫楊 · 中国（CHN）                                                                              | 1:45.43    | 松元克央 · 日本（JPN）                                                                                        | 1:46.50  | 季新杰 · 中国（CHN）                                                           | 1:46.68  |
| 400公尺自由式       | 孫楊 · 中国（CHN）                                                                              | 3:42.92    | 江原騎士 · 日本（JPN）                                                                                        | 3:47.14  | 萩野公介 · 日本（JPN）                                                         | 3:47.20  |
| 800公尺自由式       | 孫楊 · 中国（CHN）                                                                              | 7:48.36 GR | 竹田涉瑚 · 日本（JPN）                                                                                        | 7:53.01  | 阮輝煌 · 越南（VIE）                                                           | 7:54.32  |
| 1500公尺自由式      | 孫楊 · 中国（CHN）                                                                              | 14:58.53   | 阮輝煌 · 越南（VIE）                                                                                          | 15:01.63 | 季新杰 · 中国（CHN）                                                           | 15:06.18 |
| 50公尺仰式          | 徐嘉余 · 中国（CHN）                                                                            | 24.75      | 入江陵介 · 日本（JPN）                                                                                        | 24.88    | Kang Ji-seok · 韩国（KOR）                                                     | 25.17    |
| 100公尺仰式         | 徐嘉余 · 中国（CHN）                                                                            | 52.34 =GR  | 入江陵介 · 日本（JPN）                                                                                        | 52.53    | 李周浩 · 韩国（KOR）                                                           | 54.52    |
| 200公尺仰式         | 徐嘉余 · 中国（CHN）                                                                            | 1:53.99    | 入江陵介 · 日本（JPN）                                                                                        | 1:55.11  | 砂間敬太 · 日本（JPN）                                                         | 1:55.54  |
| 50公尺蛙式          | 小關也朱篤 · 日本（JPN）                                                                        | 27.07      | 閆子貝 · 中国（CHN）                                                                                          | 27.25    | 德米特里·巴蘭京 · （KAZ）                                                      | 27.46    |
| 100公尺蛙式         | 小關也朱篤 · 日本（JPN）                                                                        | 58.86 GR   | 閆子貝 · 中国（CHN）                                                                                          | 59.31    | 德米特里·巴蘭京 · （KAZ）                                                      | 59.39    |
| 200公尺蛙式         | 小關也朱篤 · 日本（JPN）                                                                        | 2:07.81    | 渡邊一平 · 日本（JPN）                                                                                        | 2:07.82  | 覃海洋 · 中国（CHN）                                                           | 2:08.07  |
| 50公尺蝶式          | 約瑟·斯庫林 · 新加坡（SIN）                                                                     | 23.61      | 王鵬 · 中国（CHN）                                                                                            | 23.65    | 阿季利别克·穆辛 · （KAZ）                                                      | 23.73    |
| 100公尺蝶式         | 約瑟·斯庫林 · 新加坡（SIN）                                                                     | 51.04 GR   | 李朱濠 · 中国（CHN）                                                                                          | 51.46    | 小堀勇氣 · 日本（JPN）                                                         | 51.77    |
| 200公尺蝶式         | 瀨戶大也 · 日本（JPN）                                                                          | 1:54.53    | 幌村尚 · 日本（JPN）                                                                                          | 1:55.58  | 李朱濠 · 中国（CHN）                                                           | 1:55.76  |
| 200公尺個人混合式   | 汪順 · 中国（CHN）                                                                              | 1:56.52    | 萩野公介 · 日本（JPN）                                                                                        | 1:56.75  | 覃海洋 · 中国（CHN）                                                           | 1:57.09  |
| 400公尺個人混合式   | 瀨戶大也 · 日本（JPN）                                                                          | 4:08.79    | 萩野公介 · 日本（JPN）                                                                                        | 4:10.30  | 汪順 · 中国（CHN）                                                             | 4:12.31  |
| 4×100公尺自由式接力 | 日本（JPN） · 鹽浦慎理 · 松元克央 · 中村克 · 溝畑樹蘭                                           | 3:12.68 GR | 中国（CHN） · 楊金潼 · 曹犄文 · 孫楊 · 余賀新 · 侯鈺傑[b] · 錢智勇[b] · 馬天馳[b] · 季新杰[b]                 | 3:13.29  | 新加坡（SIN） · 柯正文 · 約瑟·斯庫林 · 蔡亦首 · 林方悅 · 楊凱全[b] · 陳永進[b] | 3:17.22  |
| 4×200公尺自由式接力 | 日本（JPN） · 江原騎士 · 坂田央 · 萩野公介 · 松元克央 · 溝畑樹蘭[b] · 平井彬嗣[b] · 小堀勇氣[b] | 7:05.17 GR | 中国（CHN） · 季新杰 · 商科元 · 汪順 · 孫楊 · 邱子傲[b] · 洪金龍[b] · 侯鈺傑[b] · 錢智勇[b]                   | 7:05.45  | 新加坡（SIN） · 柯正文 · 約瑟·斯庫林 · 楊凱全 · 陳永進 · 蔡亦首[b] · 林峻緯[b] | 7:14.15  |
| 4×100公尺混合式接力 | 中国（CHN） · 徐嘉余 · 閆子貝 · 李朱濠 · 余賀新 · 李廣源[b] · 覃海洋[b] · 鄭梟境[b] · 何峻毅[b] | 3:29.99 AR | 日本（JPN） · 入江陵介 · 小關也朱篤 · 小堀勇氣 · 鹽浦慎理 · 金子雅紀[b] · 渡邊一平[b] · 幌村尚[b] · 中村克[b] | 3:30.03  | （KAZ） · Adil Kaskabay · 德米特里·巴蘭京 · 阿季利别克·穆辛 · Alexandr Varakin | 3:35.62  |

### 女子
| 項目                | 金牌 | 金牌        | 银牌                                                                                                | 银牌     | 铜牌                                                                                    | 铜牌     |
| 50公尺自由式        | 池江璃花子 · 日本（JPN）                                                                                          | 24.53 GR    | 劉湘 · 中国（CHN）                                                                                  | 24.60    | 吳卿風 · 中国（CHN）                                                                    | 24.87    |
| 100公尺自由式       | 池江璃花子 · 日本（JPN）                                                                                          | 53.27 GR    | 朱夢惠 · 中国（CHN）                                                                                | 53.56    | 楊浚瑄 · 中国（CHN）                                                                    | 54.17    |
| 200公尺自由式       | 李冰潔 · 中国（CHN）                                                                                              | 1:56.74     | 楊浚瑄 · 中国（CHN）                                                                                | 1:57.48  | 五十嵐千尋 · 日本（JPN）                                                                | 1:57.49  |
| 400公尺自由式       | 王簡嘉禾 · 中国（CHN）                                                                                            | 4:03.18 GR  | 李冰潔 · 中国（CHN）                                                                                | 4:06.46  | 五十嵐千尋 · 日本（JPN）                                                                | 4:08.48  |
| 800公尺自由式       | 王簡嘉禾 · 中国（CHN）                                                                                            | 8:18.55 GR  | 李冰潔 · 中国（CHN）                                                                                | 8:28.14  | 小堀倭加 · 日本（JPN）                                                                  | 8:30.65  |
| 1500公尺自由式      | 王簡嘉禾 · 中国（CHN）                                                                                            | 15:53.68 GR | 李冰潔 · 中国（CHN）                                                                                | 15:53.80 | 小堀倭加 · 日本（JPN）                                                                  | 16:18.31 |
| 50公尺仰式          | 劉湘 · 中国（CHN）                                                                                                | 26.98 WR    | 傅園慧 · 中国（CHN）                                                                                | 27.68    | 酒井夏海 · 日本（JPN）                                                                  | 27.91    |
| 100公尺仰式         | 酒井夏海 · 日本（JPN）                                                                                            | 59.27       | 小西杏奈 · 日本（JPN）                                                                              | 59.67    | 陳潔 · 中国（CHN）                                                                      | 1:00.28  |
| 200公尺仰式         | 柳雅欣 · 中国（CHN）                                                                                              | 2:07.65     | 酒井夏海 · 日本（JPN）                                                                              | 2:08.13  | 彭旭瑋 · 中国（CHN）                                                                    | 2:09.14  |
| 50公尺蛙式          | 鈴木聰美 · 日本（JPN）                                                                                            | 30.83 GR    | 何如恩 · 新加坡（SIN）                                                                              | 31.23    | 馮君陽 · 中国（CHN）                                                                    | 31.24    |
| 100公尺蛙式         | 鈴木聰美 · 日本（JPN）                                                                                            | 1:06.40 GR  | 青木玲緒樹 · 日本（JPN）                                                                            | 1:06.45  | 史婧琳 · 中国（CHN）                                                                    | 1:07.36  |
| 200公尺蛙式         | 渡部香生子 · 日本（JPN）                                                                                          | 2:23.05     | 靜瑤 · 中国（CHN）                                                                                  | 2:23.31  | 青木玲緒樹 · 日本（JPN）                                                                | 2:23.33  |
| 50公尺蝶式          | 池江璃花子 · 日本（JPN）                                                                                          | 25.55 GR    | 王一淳 · 中国（CHN）                                                                                | 26.03    | 林欣彤 · 中国（CHN）                                                                    | 26.39    |
| 100公尺蝶式         | 池江璃花子 · 日本（JPN）                                                                                          | 56.30 GR    | 張雨霏 · 中国（CHN）                                                                                | 57.40    | 安洗贤 · 韩国（KOR）                                                                    | 58.00    |
| 200公尺蝶式         | 張雨霏 · 中国（CHN）                                                                                              | 2:06.61     | 持田早智 · 日本（JPN）                                                                              | 2:08.72  | 長谷川涼香 · 日本（JPN）                                                                | 2:08.80  |
| 200公尺個人混合式   | 金瑞英 · 韩国（KOR）                                                                                              | 2:08.34 GR  | 大橋悠依 · 日本（JPN）                                                                              | 2:08.88  | 寺村美穗 · 日本（JPN）                                                                  | 2:10.98  |
| 400公尺個人混合式   | 大橋悠依 · 日本（JPN）                                                                                            | 4:34.58     | 金瑞英 · 韩国（KOR）                                                                                | 4:37.43  | 清水咲子 · 日本（JPN）                                                                  | 4:39.10  |
| 4×100公尺自由式接力 | 日本（JPN） · 池江璃花子 · 酒井夏海 · 青木智美 · 五十嵐千尋 · 山本茉由佳[b] · 白井璃緒[b]                         | 3:36.52 GR  | 中国（CHN） · 朱夢惠 · 吳越 · 吳卿風 · 楊浚瑄 · 王靖卓[b] · 勞麗慧[b] · 劉效菡[b]                   | 3:36.78  | 中国香港（HKG） · 鄭莉梅 · 歐鎧淳 · 譚凱琳 · 施幸余 · 何南慧[b]                         | 3:41.88  |
| 4×200公尺自由式接力 | 中国（CHN） · 李冰潔 · 王簡嘉禾 · 張雨涵 · 楊浚瑄 · 沈鐸[b] · 艾衍含[b] · 吳越[b]                                 | 7:48.61 GR  | 日本（JPN） · 五十嵐千尋 · 池江璃花子 · 大橋悠依 · 白井璃緒 · 小堀倭加[b] · 持田早智[b]             | 7:53.83  | 中国香港（HKG） · 何南慧 · 鄭莉梅 · 鄧采淋 · 施幸余 · 楊珍美[b] · 簡綽桐[b] · 陳健樂[b] | 8:07.17  |
| 4×100公尺混合式接力 | 日本（JPN） · 酒井夏海 · 鈴木聰美 · 池江璃花子 · 青木智美 · 小西杏奈[b] · 青木玲緒樹[b] · 相馬愛[b] · 清水咲子[b] | 3:54.73 GR  | 中国香港（HKG） · 歐鎧淳 · 楊珍美 · 陳健樂 · 鄭莉梅 · 黃筠陶[b] · 葉穎寶[b] · 施幸余[b] · 譚凱琳[b] | 4:03.15  | 新加坡（SIN） · 洪恩琦 · 楊琪 · 柯瀞文 · 柯婷文 · 杨池琳[b]                             | 4:09.65  |

### 混合
| 項目                | 金牌                                                                                            | 金牌       | 银牌 | 银牌    | 铜牌 | 铜牌    |
| 4×100公尺混合式接力 | 中国（CHN） · 徐嘉余 · 閆子貝 · 張雨霏 · 朱夢惠 · 李廣源[b] · 史婧琳[b] · 鄭梟境[b] · 楊浚瑄[b] | 3:40.45 AR | 日本（JPN） · 入江陵介 · 小關也朱篤 · 池江璃花子 · 青木智美 · 金子雅紀[b] · 渡邊一平[b] · 山本茉由佳[b] | 3:41.21 | 韩国（KOR） · 李周浩 · Moon Jae-kwon · 安洗贤 · 高美笑 · Kang Ji-seok[b] · Kim Jae-youn[b] · Park Ye-rin[b] · Kim Min-ju[b] | 3:49.27 |

b  運動員未參與決賽但仍獲得獎牌。

## 獎牌榜
| 排名 | 国家／地区      | 金牌 | 银牌 | 铜牌 | 總數 |
| ---- | --------------- | ---- | ---- | ---- | ---- |
| 1    | 日本（JPN）     | 19   | 20   | 13   | 52   |
| 2    | 中国（CHN）     | 19   | 17   | 14   | 50   |
| 3    | 新加坡（SIN）   | 2    | 1    | 3    | 6    |
| 4    | 韩国（KOR）     | 1    | 1    | 4    | 6    |
| 5    | 中国香港（HKG） | 0    | 1    | 2    | 3    |
| 6    | 越南（VIE）     | 0    | 1    | 1    | 2    |
| 7    | （KAZ）         | 0    | 0    | 4    | 4    |
|      | 總計            | 41   | 41   | 41   | 123  |

## 外部連結
- 2018年亞洲運動會游泳比賽